# Gustaf Skog

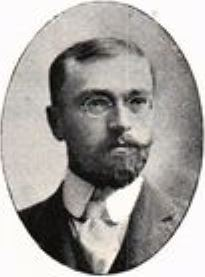
Gustaf Skog.

Gustaf Emanuel Skog, född 12 juni 1874 i Stockholm, död 30 april 1959 i Oscars församling i Stockholm, var en svensk ingenjör.
Skog, som var son till byggmästare Anders Gustaf Skog och Ulrika Tallroth, avlade mogenhetsexamen 1895 och utexaminerades från Kungliga Tekniska högskolan 1898. Han var ingenjör vid Luth & Roséns Elektriska AB i Stockholm 1898–1899, vid Elektriska AB AEG:s filial i London 1899–1900, vid General Electric Company i Schenectady 1900, vid Westinghouse Electric & Manufacturing Company i Pittsburgh 1900–1905, ingenjör vid Asea i Västerås 1905–1907, blev disponent för Yngeredsfors Kraft AB 1908 samt verkställande direktör och styrelseledamot där 1912. Han var ordförande i Ätrans regleringsförening, styrelseledamot i Fässbergs vattenledningsverk, Industriidkarnas Inköps AB och Fässbergs Bostads AB. Han var verksam som konsulterande ingenjör från 1922. Skog är begravd på Fässbergs kyrkogård.